# Felix Kroos
Pour les articles homonymes, voir Kroos.
Felix Kroos est un footballeur allemand, né le 12 mars 1991 à Greifswald en Allemagne. Il joue comme milieu offensif.
Felix est le frère cadet de l'international allemand du Real Madrid, Toni Kroos.

## Engagements caritatifs
Il s'occupe de la fondation de son frère Toni Kroos (Toni Kroos Stiftung) qui s'occupe des enfants malades, handicapés, autistes ou encore déficients mentaux. 